# Le più famose favole del mondo
Le più famose favole del mondo (世界名作童話 まんがシリーズ?, Sekai meisaku dōwa manga shirīzu, lett. "La serie manga dei capolavori mondiali della fiaba"), reintitolata Le favole più belle e Un mondo di favole nelle edizioni home video, è una serie di 20 cortometraggi anime giapponese basata su celebri fiabe e racconti. 
Prodotti dalla Toei Animation, i corti non ricevettero una distribuzione cinematografica, ma furono distribuiti per la prima volta in Giappone su Single 8 da Toei Company e Fujifilm in tre tranche: nell'ottobre del 1975, nel febbraio del 1979 e nel febbraio del 1983. La serie di corti venne successivamente trasmessa su TX nel 1988.
Toei aveva già adattato le fiabe La piccola fiammiferaia e Le scarpette rosse nel lungometraggio Le meravigliose favole di Andersen. In seguito trasporrà alcune di queste fiabe in film nella serie cinematografica Sekai meisaku dōwa e nella serie televisiva Le fiabe più belle.
Alcuni dei corti vennero inoltre trasmessi come episodi della serie animata C'era una volta.

## Trama
Ciascun cortometraggio è la trasposizione di un celebre racconto popolare, di una fiaba o di un romanzo classico per ragazzi scritto da un autore famoso, come: i fratelli Grimm, Hans Christian Andersen, Esopo, Charles Perrault o Lyman Frank Baum.

## Doppiaggio
| Personaggio     | Voce originale         | Voce italiana                       |
| --------------- | ---------------------- | ----------------------------------- |
| Voce narrante   | Kyōko Kishida          | Renato Montanari Beatrice Margiotti |
| Personaggi vari | Isao Hashizume (15-20) | Renato Montanari Beatrice Margiotti |

## Colonna sonora
La canzone che introduce ogni cortometraggio, inedita sui supporti musicali, è cantata da Naoko Watanabe, mentre nell'edizione italiana ne è stata utilizzata la base strumentale.

## Distribuzione

### Edizione italiana
L'edizione italiana, distribuita dalla ITB (Italian TV Broadcasting) è stata curata dalla Oceania Film. Nei titoli di testa non viene citato il titolo della serie, mentre i cartelli italiani contengono degli errori di traslitterazione nei titoli dei cortometraggi; ad esempio, Brema diventa "Blumen" (benché nel corto il nome della città venga pronunciato correttamente); o nel titolo di Pollicina viene menzionata un'inesistente margheritina. Anche l'adattamento dei dialoghi presenta alcuni errori di traduzione, come i capretti de Il lupo e i sette capretti che diventano pecore, nonostante resti invariata la specie della loro madre, che diventa però loro nonna nel doppiaggio italiano; o l'uomo di latta de Il mago di Oz che viene fatto passare per un robot.

### Edizioni home video
La serie in Giappone venne distribuita in VHS e Betamax da Toei Video nel 1991, sia senza citare il titolo della serie che con i titoli alternativi: Sekai meisaku dōwa-kan (世界名作童話館 lett. "La sala delle fiabe dei capolavori mondiali per bambini") e Anime meisaku dōwa (アニメ名作童話? lett. "I capolavori della fiaba in anime").
In Italia i cortometraggi vennero distribuiti direttamente in VHS e in Betamax nel 1984 in quattro volumi dalla ITB con il titolo Le più famose favole del mondo. In seguito la serie fu rieditata in VHS con lo stesso titolo dalla Durium e poi diverse volte dalla Stardust a partire dal 1989 nella collana Fantastimondo, con il titolo Le favole più belle. Infine, è stata pubblicata nel 2005 dalla Mondo TV sia in più VHS che in un unico DVD, con il titolo Un mondo di favole (20 favole d'autore).

## Cortometraggi
| Nº | Titolo italiano Giapponese 「Kanji」 - Rōmaji                                   | Pubblicazione | Pubblicazione |
| Nº | Titolo italiano Giapponese 「Kanji」 - Rōmaji                                   | Giapponese    | Italiano      |
| 1  | Hänsel e Gretel 「ヘンゼルとグレーテル」 - Henzeru to Gureteru                  | ottobre 1975  | 1984          |
| 2  | La margheritina 「おやゆび姫」 - Oyayubi hime                                   | ottobre 1975  | 1984          |
| 3  | Jack e la pianta di fagiolo 「ジャックと豆の木」 - Jakku to mame no ki          | ottobre 1975  | 1984          |
| 4  | Il vento del nord e il sole 「北風と太陽」 - Kitakaze to taiyō                  | ottobre 1975  | 1984          |
| 5  | La lampada di Aladino 「アラジンとふしぎなランプ」 - Arajin to fushigi na ranpu | ottobre 1975  | 1984          |
| 6  | I vestiti nuovi dell'imperatore 「はだかの王様」 - Hadaka no ōsama              | ottobre 1975  | 1984          |
| 7  | Il lupo e le sette pecore 「七ひきの子やぎ」 - Nana hiki no koyagi              | ottobre 1975  | 1984          |
| 8  | I cigni selvaggi 「白鳥の王子」 - Hakuchō no ōji                                | ottobre 1975  | 1984          |
| 9  | Re Midas 「王様の耳はロバの耳」 - Ōsama no mimi wa roba no mimi                 | ottobre 1975  | 1984          |
| 10 | La piccola fiammiferaia 「マッチ売りの少女」 - Macchi uri no shōjo              | ottobre 1975  | 1984          |
| 11 | Alì Babà e i 40 ladroni 「アリババと40人の盗賊」 - Ari Baba to 40-nin no tōzoku | febbraio 1979 | 1984          |
| 12 | Il brutto anatroccolo 「みにくいあひるの子」 - Minikui ahiru no ko              | febbraio 1979 | 1984          |
| 13 | Cenerentola 「シンデレラ姫」 - Shinderera hime                                  | febbraio 1979 | 1984          |
| 14 | Le scarpette rosse 「赤い靴」 - Akai kutsu                                      | febbraio 1979 | 1984          |
| 15 | La banda musicale di Blumen 「ブレーメンの音楽隊」 - Burēmen no ongaku tai      | febbraio 1979 | 1984          |
| 16 | Cappuccetto rosso 「赤ずきんちゃん」 - Akazukin-chan                            | febbraio 1983 | 1984          |
| 17 | Gli gnomi e il ciabattino 「こびとと靴屋」 - Kobito to kutsuya                  | febbraio 1983 | 1984          |
| 18 | La bella addormentata 「ねむり姫」 - Nemuri hime                                | febbraio 1983 | 1984          |
| 19 | Il mago di Oz 「オズの魔法使い」 - Ozu no mahōtsukai                            | febbraio 1983 | 1984          |
| 20 | Il tappeto magico 「魔法のじゅうたん」 - Mahō no jūtan                          | febbraio 1983 | 1984          |